# Aphyosemion herzogi
Aphyosemion herzogi är en fiskart som beskrevs av Radda, 1975. Aphyosemion herzogi ingår i släktet Aphyosemion och familjen Nothobranchiidae. IUCN kategoriserar arten globalt som livskraftig. Inga underarter finns listade i Catalogue of Life.